# Ис Пунтедус (Каљари)
Ис Пунтедус је насеље у Италији у округу Каљари, региону Сардинија.
Према процени из 2011. у насељу је живело 25 становника. Насеље се налази на надморској висини од 3 м.